# Templo de San Juan (Puerto Rico)
El templo de San Juan es uno de los templos construidos y operados por la Iglesia de Jesucristo de los Santos de los Últimos Días, el número 176 construido por la iglesia, el primer templo SUD construido en Puerto Rico y el tercero en el Caribe, ubicado al norte de Villa Andalucía a un costado de la Ruta 181. El templo fue construido con características similiares al templo de Yigo, Guam incluyendo un pináculo sin la característica estatua del ángel Moroni.

## Anuncio
La construcción del templo en San Juan fue anunciado por Russell M. Nelson durante la conferencia general de la iglesia el 7 de octubre de 2018 junto a otros once templos, el primer templo anunciado por Nelson desde su llamado como presidente de la iglesia. El anuncio vino un año después de que la isla fuese devastada por el Huracán María. Un mes antes del anuncio de la construcción, Nelson visitó Puerto Rico y participó en una conferencia para los fieles de la isla y sus alrededores.
El 12 de enero de 2019 la iglesia envió un comunicado de prensa que anunciaba la ceremonia de la primera palada, presentando adjunto una versión oficial del edificio y su ubicación en un terreno propiedad de la iglesia a la altura del Bosque Estatal del Nuevo Milenio en el corazón del corredor ecológico de San Juan.

## Construcción
La ceremonia de la primera palada ocurrió el 4 de mayo de 2019, el mismo día que la primera palada del templo en la isla de Guam y el templo de Praia, Cabo Verde. La construcción fue detenida durante las restricciones relacionadas con el arribo de la pandemia de COVID-19 y reanudadas en enero de 2020.
El templo es una estructura de concreto, con una combinación de mampostería común en el distrito histórico de San Juan y acabados exteriores de yeso. El estilo arquitectónico del templo es al Español, el cual es un estilo prevalente en la historia de este territorio. El interior del templo consta de teja que se extrajo de México. Las baldosas de cemento decorativas fueron fabricadas en Vietnam y son muy destacadas en todo San Juan. La alfombra es de bucle y punta transparente de tono neutro, y el patrón es característico del estilo colonial español. Los patrones de los vitrales se inspiraron en motivos de cuatrifolio que se ven en la arquitectura colonial española. El mismo patrón se repite en las telas de los salones de ordenanzas.
La hoja de pergamino español se detalla alrededor de la iluminación y los bordes de las pinturas del templo. La paleta de colores se seleccionó para complementar las alfombras y las telas de los muebles. Los detalles de carpintería fueron tomados de la figura del pergamino histórico español, incluido el patrón cuadrifolio y arabesco, todos precedentes del estilo colonial español. Se incorporan volutas ornamentales a la carpintería para celebrar la densa flora que se encuentra alrededor de la isla.
El edificio fue inspirado por detalles, incluyendo la torre central, presentes en la histórica Casa de la Alcaldía de San Juan.

## Dedicación
El templo fue dedicado por D. Todd Christofferson el 15 de enero de 2023. El templo da alivio al templo de Santo Domingo, en la vecina isla de la República Dominicana.
Con 6988 pies cuadrados (649,2 m²) de construcción, es el tercer templo más pequeño operado por la iglesia SUD a nivel mundial seguido del templo de Colonia Juárez, con 6800 pies cuadrados (631,7 m²) de construcción y el templo de Yigo, Guam con 6861 pies cuadrados (637,4 m²).
El templo de San Juan es considerado un templo remoto por lo que cuenta con un salón para efectuar las ordenanzas restauracionistas y una sala de sellamientos matrimoniales, a diferencia de los templos pequeños que cuentan con dos salones disponibles para cada evento. El templo viene diseñado con una clásica pila bautismal para bautismos vicarios, sostenida por doce bueyes simbólicos en su nivel sótano.